# جايمي سانشيز
جايمي سانشيز (بالإنجليزية: Jaime Sánchez)‏ هو ممثل أمريكي، ولد في 19 ديسمبر 1938 في الولايات المتحدة. من الجوائز التي نالها جائزة المسرح العالمي سنة 1965.

## أعمال

### أفلام
- (1969) العصابة البرية
- (1977) بوبي ديرفيلد
- (1985) إنفيجن يو إس آيه

## جوائز
- جائزة المسرح العالمي (1965)

## وصلات خارجية
- جايمي سانشيز على موقع IMDb (الإنجليزية)
- جايمي سانشيز على موقع ألو سيني (الفرنسية)
- جايمي سانشيز على موقع أول موفي (الإنجليزية)
- جايمي سانشيز على موقع قاعدة بيانات برودواي على الإنترنت (الإنجليزية)
- جايمي سانشيز على موقع قاعدة بيانات برودواي على الإنترنت (الإنجليزية)
- جايمي سانشيز على موقع قاعدة بيانات الأفلام السويدية (السويدية)
- جايمي سانشيز على موقع قاعدة بيانات الفيلم (الإنجليزية)
- جايمي سانشيز على موقع كينوبويسك (الروسية)